# Sauvin
Sauvin ist eine Weißweinsorte. Der Name stammt von den Elternteilen Seyve Villard und Sauvignon Blanc. Es handelt sich um eine interspezifische Neuzüchtung durch Gertrude Mayer an der Weinbauschule in Klosterneuburg. 
Die Sorte wird als wenig frostanfällig mit mittelspäten, extraktreichen Weinen beschrieben. Die Sorte soll sehr resistent gegen Pilzerkrankungen sein. Geschmacklich ähnlich dem Sauvignon Blanc. Die Sorte ist in Österreich derzeit im Versuchsanbau.
Siehe auch die Liste von Rebsorten.
Synonyme: keine bekannt
Abstammung: Seyve Villard 12.375 X Sauvignon Blanc